# Saskatoon Chief Mistawasis (circonscription saskatchewanaise)
Pour les articles homonymes, voir Saskatoon (homonymie) et Mistawasis.
Circonscription électorale provinciale du Canada
Saskatoon Chief Mistawasis (auparavant Saskatoon Northwest (1995-2024)) est une circonscription électorale provinciale de la Saskatchewan au Canada. Elle est représentée à l'Assemblée législative de la Saskatchewan depuis 1995.

## Géographie
À sa création, la circonscription comporte les quartiers de Lawson Heights (en) et Silverwood Heights (en) dans le nord-ouest de Saskatoon, ainsi que le parc Wanuskewin, le Saskatoon Correctional Centre (en) et le SaskTel Centre.
En 2016, la circonscription perd une grande partie de son territoire rural au profit de Martensville-Warman et gagne une large zone industrielle autour de l'aéroport John G. Diefenbaker.
En 2024, la circonscription renommée Saskatoon Chief Mistawasis se voit ajouter un vaste territoire à l'est du Pont Chief-Mistawasis, incluant le quartier d'Aspen Ridge (en). La circonscription obtient aussi des territoires non développées des circonscriptions de Saskatoon Silverspring-Sutherland et de Saskatoon Willowgrove.

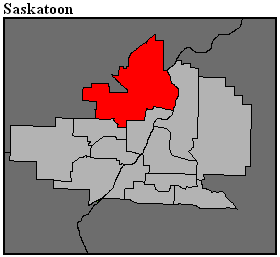
Frontière de la circonscription en 2016.
Frontière de la circonscription en 2022.

## Liste des députés
| Parlement                  | Années              | Député              | Député              | Parti               |
| Saskatoon Northwest        | Saskatoon Northwest | Saskatoon Northwest | Saskatoon Northwest | Saskatoon Northwest |
| -------------------------- | ------------------- | ------------------- | ------------------- | ------------------- |
| 23e                        | 1995–1999           |                     | Grant Whitmore (en) | Néo-démocrate       |
| 24e                        | 1999–2001           |                     | Jim Melenchuk (en)  | Libéral             |
| 24e                        | 2001-2003           |                     | Jim Melenchuk (en)  | Indépendant         |
| 25e                        | 2003–2007           |                     | Ted Merriman        | Saskatchewanais     |
| 26e                        | 2007–2010           | Serge LeClerc (en)  |                     | Saskatchewanais     |
| 26e                        | 2010-2010           | Serge LeClerc (en)  |                     | Indépendant         |
| 26e                        | 2010-2011           |                     | Gordon Wyant        | Saskatchewanais     |
| 27e                        | 2011–2016           |                     | Gordon Wyant        | Saskatchewanais     |
| 28e                        | 2016–2020           |                     | Gordon Wyant        | Saskatchewanais     |
| 29e                        | 2020–2024           |                     | Gordon Wyant        | Saskatchewanais     |
| 29e                        | juin-oct. 2024      |                     | Vacant              | Vacant              |
| Saskatoon Chief Mistawasis |                     |                     |                     |                     |
| 30e                        | 2024–en cours       |                     | Don McBean (en)     | Néo-démocrate       |